# Lissonota tenuipes
Lissonota tenuipes là một loài tò vò trong họ Ichneumonidae.